# Музей д'Орсе
Музей д'Орсе (фр. Musée d'Orsay) —  національний музей мистецтв у Парижі, розташований в колишньому вокзалі на лівому березі Сени. У музеї представлені переважно французький живопис, скульптура та прикладне мистецтво 1848—1914 років. Основу експозиції музею складають роботи імпресіоністів та постімпресіоністів. Музей відомий в першу чергу шедеврами Моне, Деґа, Ренуара, Ван Гога.
Музей д'Орсе – другий музей Франції (після Лувра, який займає перше місце в рейтингу), який включено в ТОП-20 за даними Theme Index and Museum Index 2022. В рейтингу 2022 (за чисельністю відвідань) музей д'Орсе знаходиться на двадцятому місці, його у 2019 році відвідало майже 3,7 млн. відвідувачів. Пандемія Covid-19 дуже сильно вплинула на відвідування – у 2020 році кількість відвідувачів становила 867 тис осіб, у 2021 році – трохи більше 1 млн. У певному ступені у 2022 році стан справ покращився, відбулося певне відновлення інтересу до музею, що призвело до збільшення чисельності відвідувачів до 3,3 млн. (скорочення на 10,5% до показників 2019 року).

## Історія

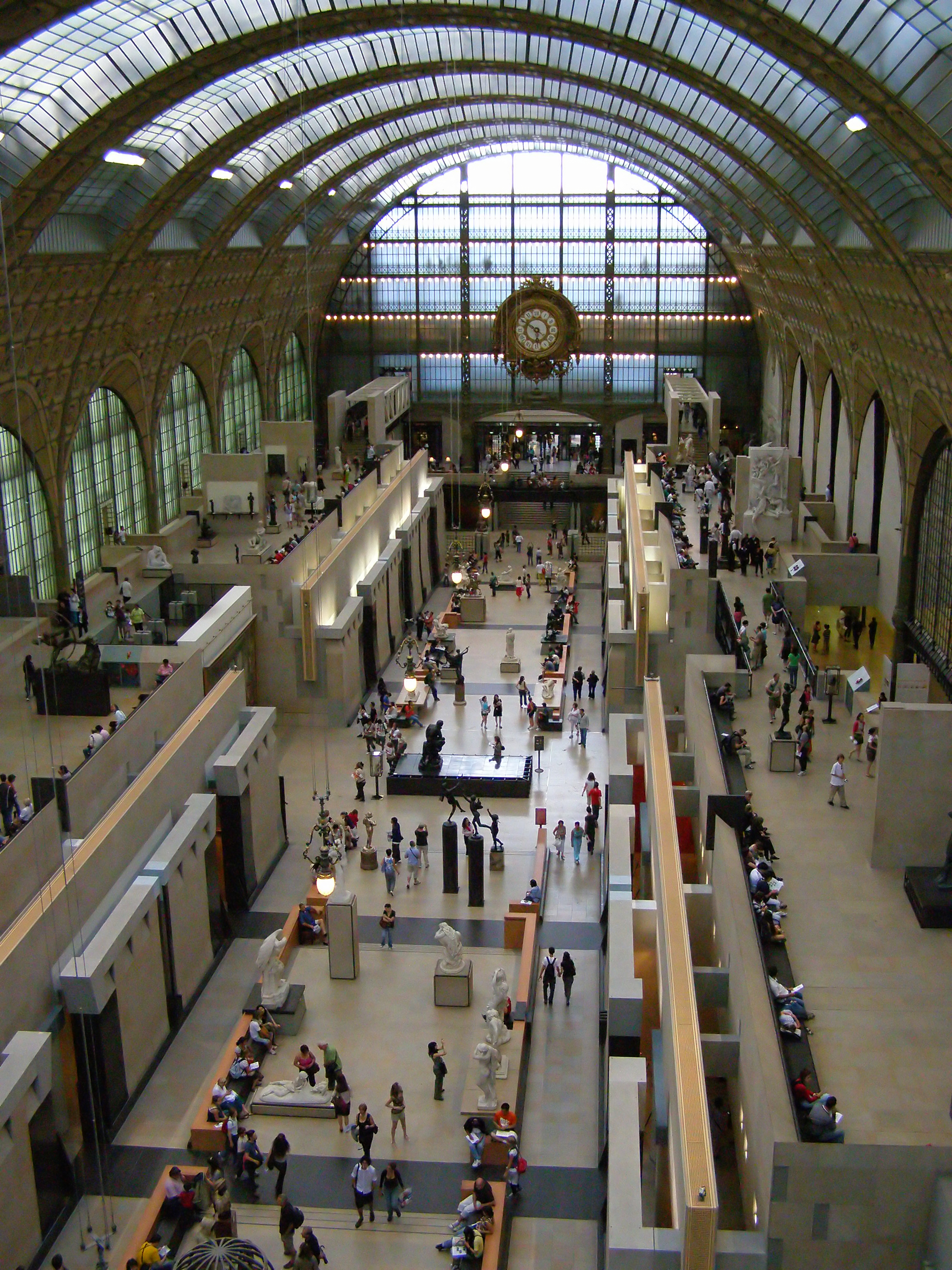
В музеї

### Будівля
Будівля музею раніше була вокзалом д'Орсе, побудованим в самому центрі Парижа до Всесвітньої виставки 1900 року.
На цьому місці височіли руїни колишнього палацу, що згорів під час Паризької Комуни. Наприкінці 19 століття, коли планувалася Всесвітня виставка в Парижі, Орлеанська кампанія залізниць скористалася приводом для заміни руїн на вокзал та готель. Проєкт створив професор Академії мистецтв — Віктор Лалу (1850—1937). Будівля в стилі еклектика використовувалась близько 35 років, поки не була визнана застарілою. Її покинули і майже 40 років вокзал простояв пусткою.
Вокзал був кінцевою зупинкою для потягів з південного заходу Франції. Західна частина будівлі слугувала готелем. З 1939 року через недостатню довжину платформи вокзал стали використовувати для приміських ліній.
У 1970-х роках були наміри знести будівлю, що втратила свою функціональність. Врятувало вокзал присудження йому 1978 року статусу історичної пам'ятки. Президент Франції Валері Жискар д'Естен запропонував перетворити вокзал д'Орсе на музей мистецтва другої половини XIX століття, що стало б продовженням колекції Лувру на протилежному боці Сени. Пропозиція була сміливою і несподіваною, але було зроблено усе для її реалізації.

### Два конкурси проєктів

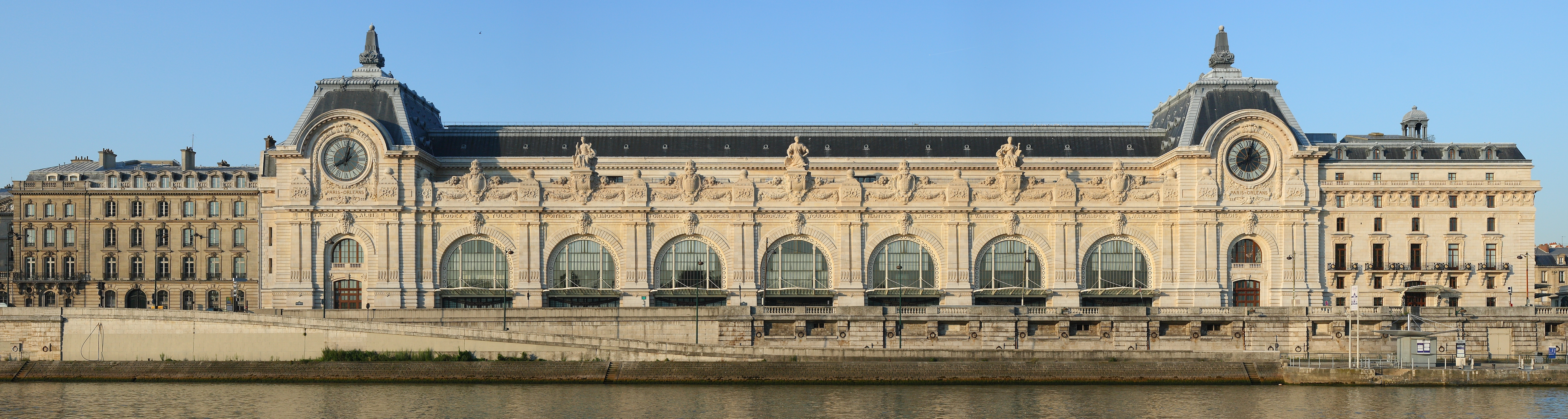
Музей д'Орсе з боку Сени

Дирекція музеїв Франції звернулася до уряду і у 1979 р. було проведено конкурс на реконструкцію будівлі. Переможці 1-го конкурсу — архітектори Рено Бардон, Жан-Поль Філіппон та П'єр Кольбок. Зміна вимог до приміщення спонукала до 2-го конкурсу, і до групи архітекторів залучили жінку-архітектора, італійку Гає Ауленті. Разом вони і пристосували будівлю під художній музей.
Музей має чотири поверхи, загальна виставкова площа дорівнює 20 000 м². Задум був втілений за президента Франсуа Міттерана, який урочисто відкрив музей 1 грудня 1986 року.

### Колекція

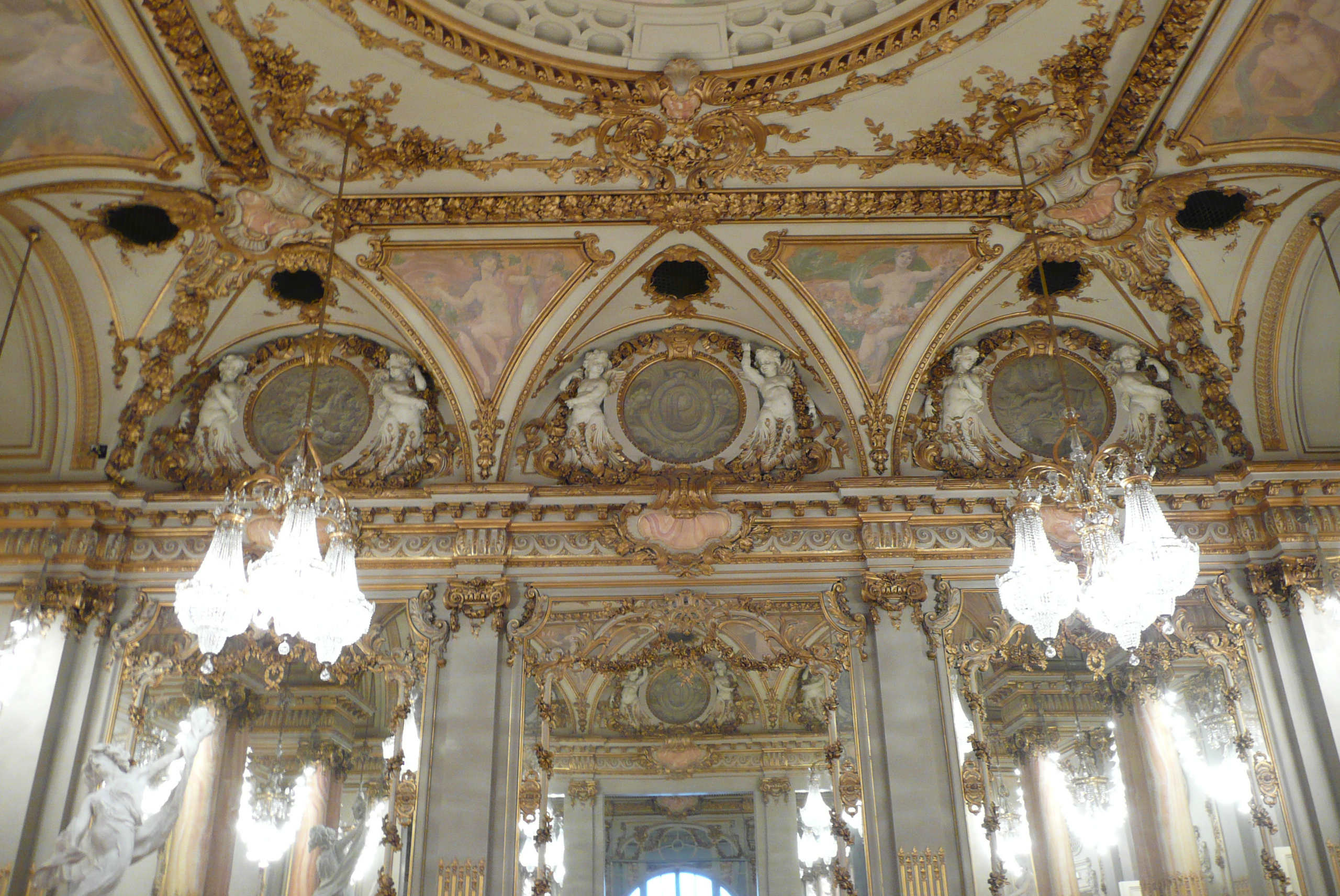
Бальна зала колишнього отеля д'Орсе, декор

Колекція музею д'Орсе походить головним чином з трьох музеїв:
- Лувру (художники, що народилися після 1820 року або проявили себе в мистецтві в період Другої республіки),
- Музею Же де Пом (імпресіонізм починаючи з 1847 року),
- Національного музею сучасного мистецтва.

За задумом, колекції музею д'Орсе охоплюють період від 1848 року до 1914-го, стаючи хронологічним продовженням колекцій Лувру. Мистецькі твори з 1915 року купує та демонструє Центр Жоржа Помпіду.
Колекція музею, збагачена приватними пожертвами, охоплює всі сфери образотворчого та декоративно-ужиткового мистецтва: живопис, скульптура, графіка, меблі, фотографія, архітектура (фрагменти будівель, декоративна скульптура), сценографія-художнє оздоблення опери.
Серед представлених — твори пізнього класицизму, академізму, реалізм, імпресіонізм та постімпресіонізм, твори декоративного стилю модерн (відомого у Франції як ар нуво), новітні течії самого початку 20 століття.

## Основні художники і скульптори, представлені в музеї (неповний перелік)

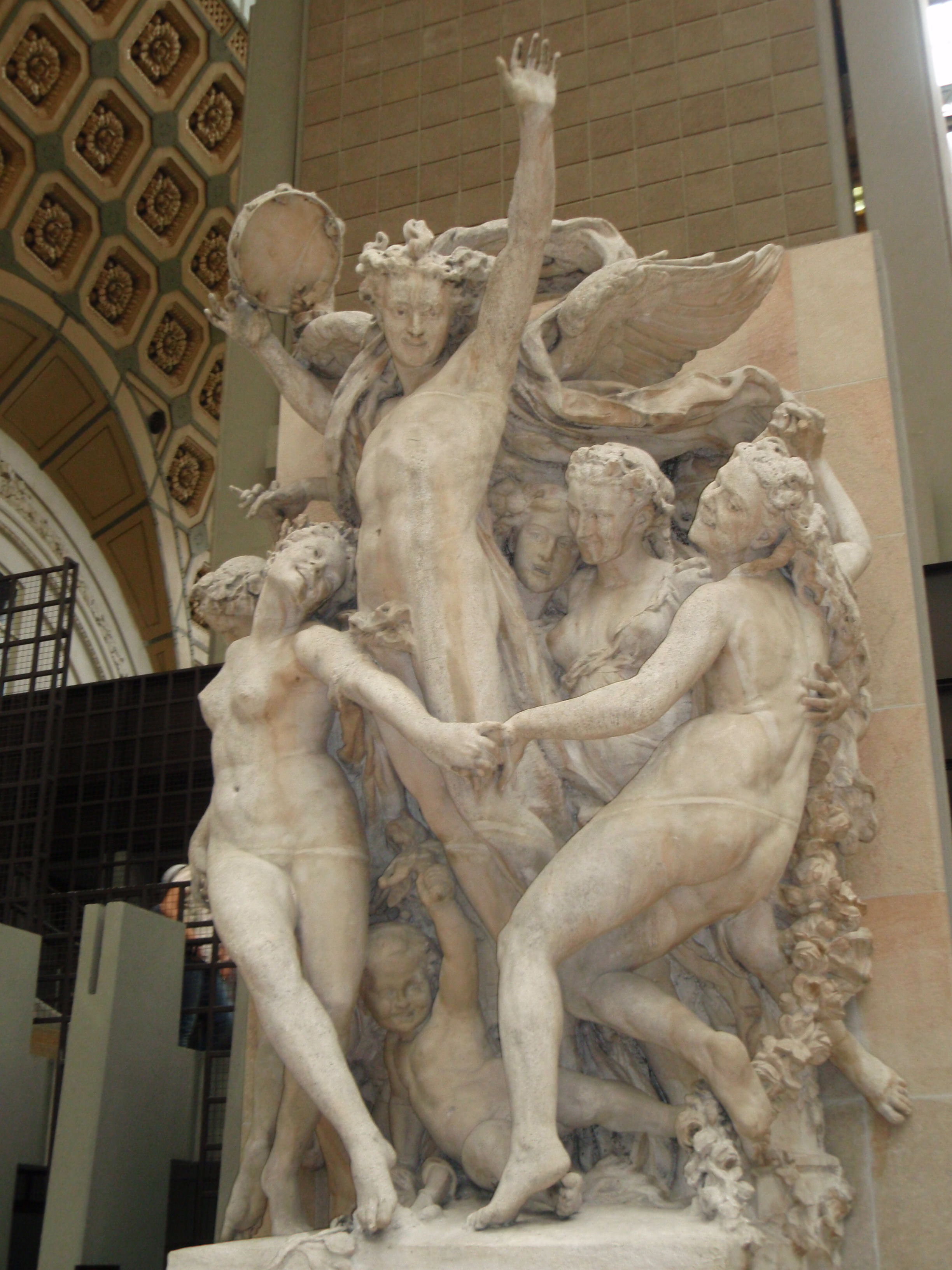
Скульптор Ж.-Б. Карпо, Алегорія танцю для Гранд Опера.

- Едуар Мане
- Альфред Деоданк
- скульптор Франсуа Рюд
- П'єр-Огюст Ренуар
- скульптор Антуан Барі
- Едґар Деґа
- скульптор Жан-Батист Карпо
- Клод Моне
- скульптор Еме-Жуль Далу
- Каміль Піссарро
- скульптор Антуан Бурдель
- Альфред Сіслей
- скульптор Арістид Майоль
- Оноре Дом'є
- Берта Морізо
- Фредерік Базиль
- Жорж Сьора
- Франсуа Мілле
- Педер Северін Крейєр
- Жуль Бастьєн-Лепаж
- Рєпін Ілля Юхимович
- Сєров Валентин Олександрович
- Поль Сіньяк
- Поль Гоген
- Моріс Дені
- Вінсент ван Гог
- Анрі де Тулуз-Лотрек
- Каміль Коро
- Поль Сезан
- Гюстав Курбе
- Жан-Огюст Енгр
- Шассеріо
- Ежен Делакруа
- Густав Клімт
- Анрі Матісс
- Олександр Кабанель
- Гюстав Курбе
- Гюстав Моро
- скульптор Огюст Роден
- Анрі Руссо
- П'єр Пюві де Шаванн

## Декоративно-ужиткове мистецтво

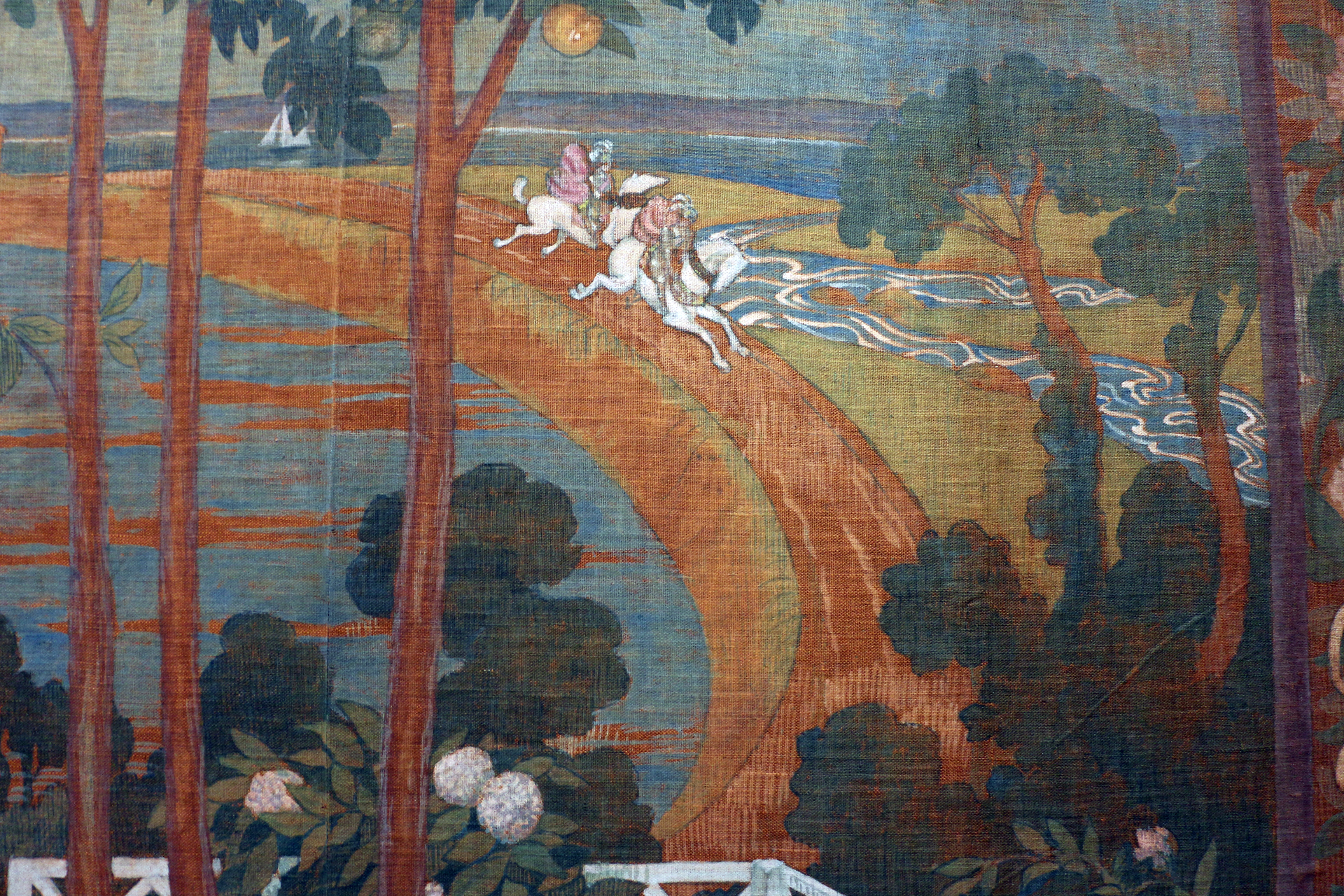
Моріс Дені. Ескіз-картон для майбутнього килима «Легенда про трьох принцес», 1898
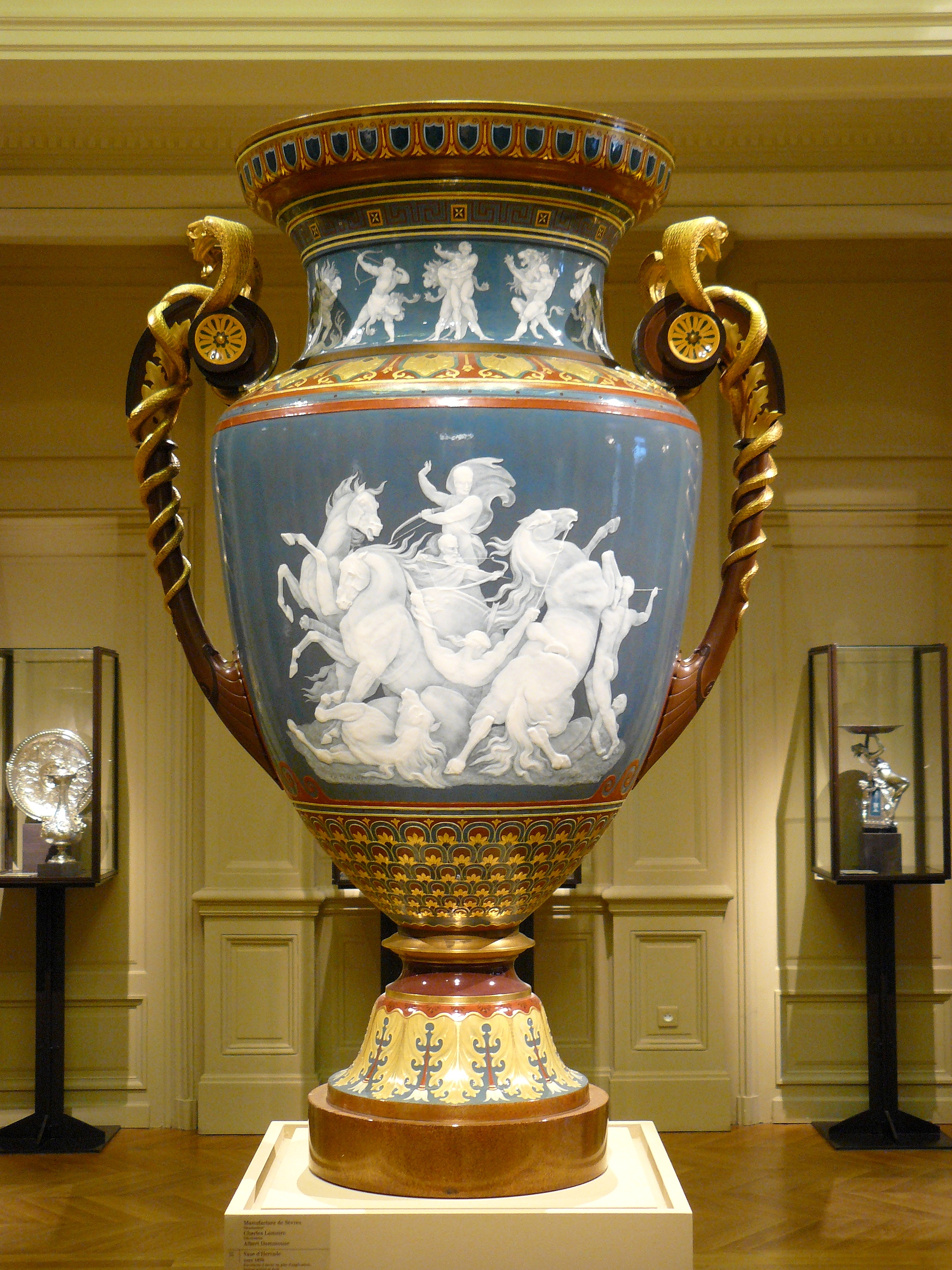
Ваза з Геркулесом, Севр, порцеляна, 1878
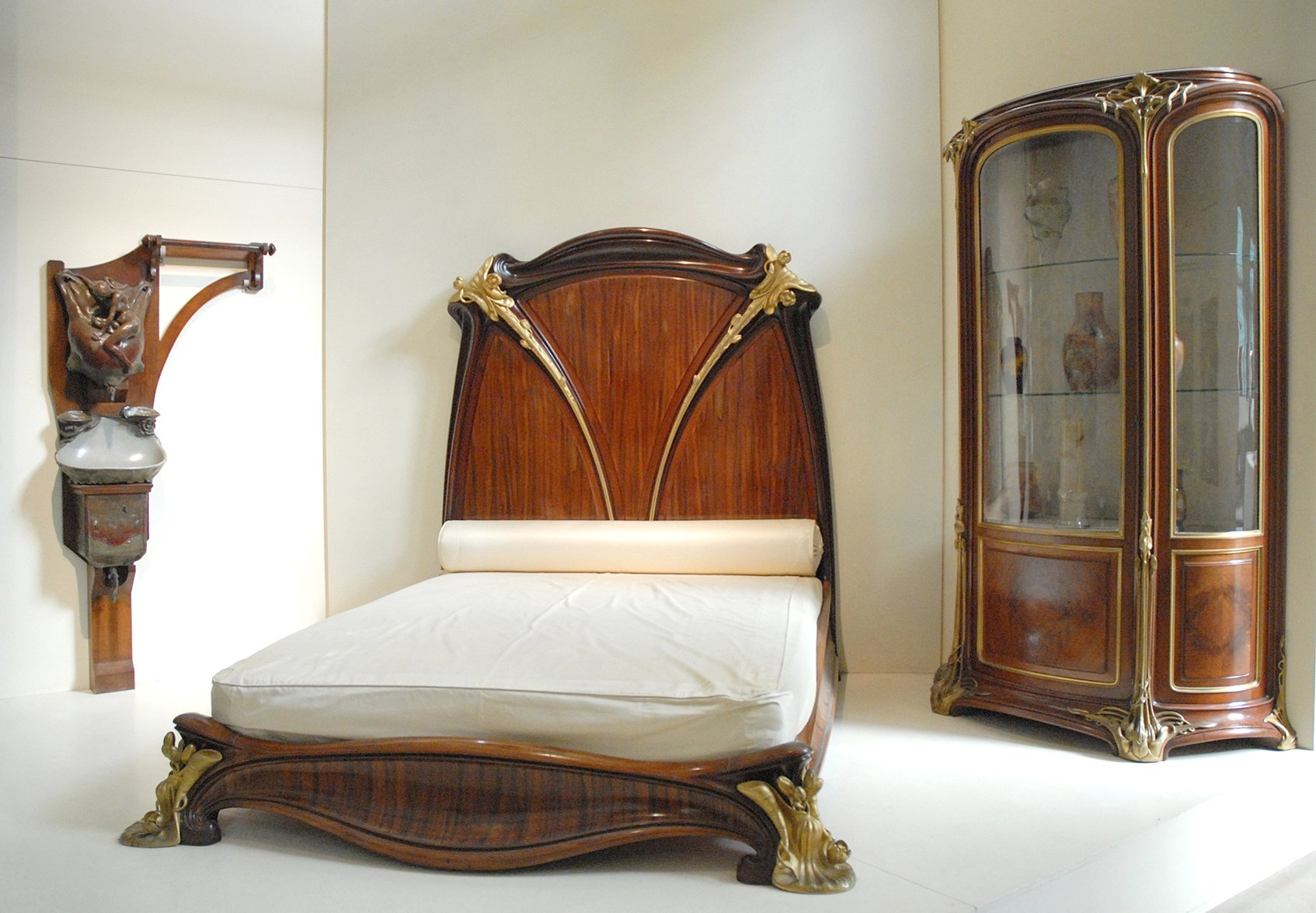
Сантехніка, ліжко, шафа доби сецесії
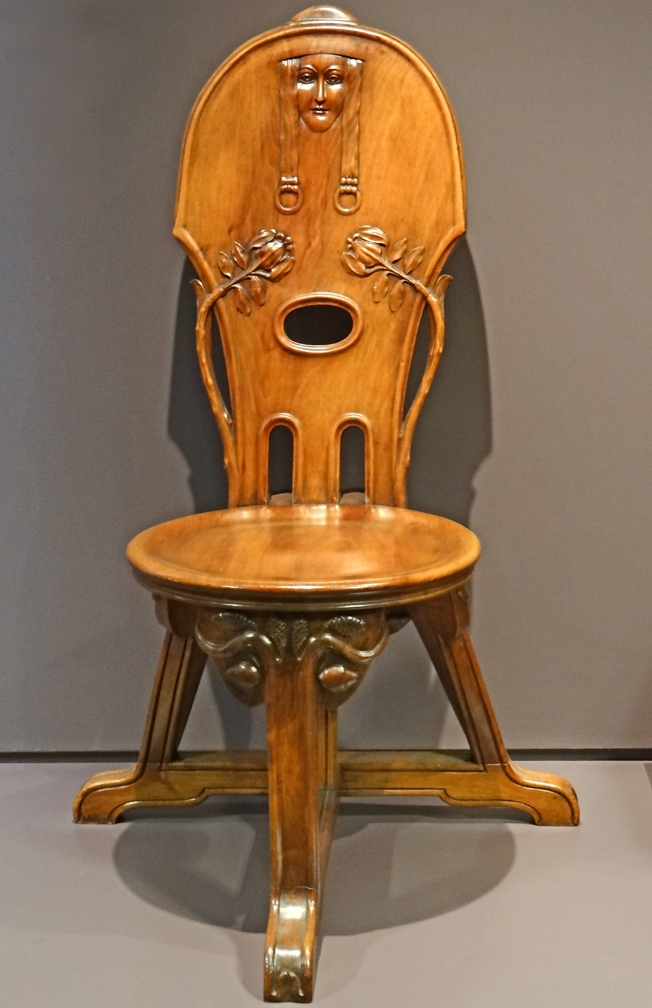
Ян Кестнер, стілець в стилі сецесія, 1899
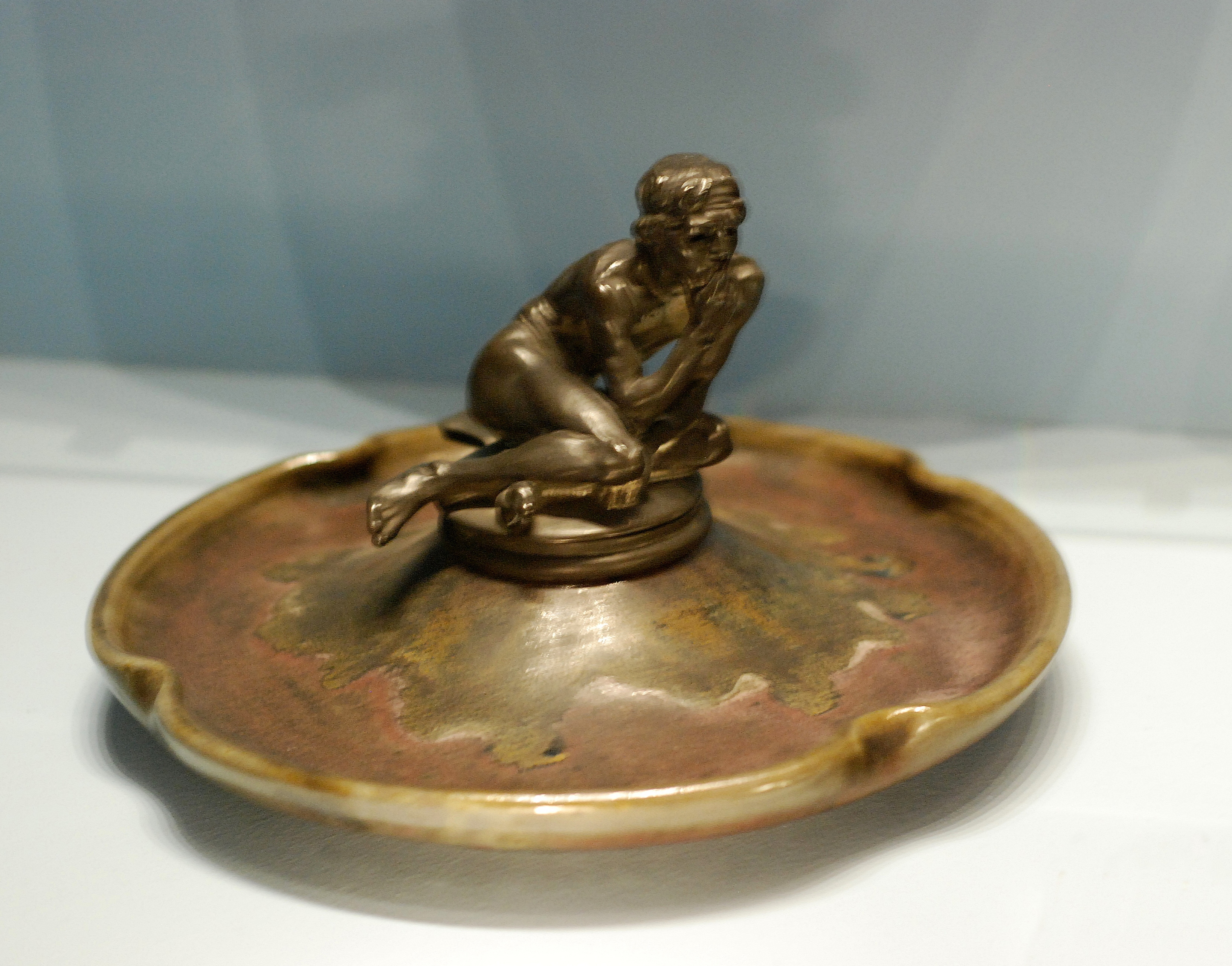
Александр Шарпентьє та Огюст Делагер. Каламар (чорнильниця з фігуркою мислителя на кришці), 1895
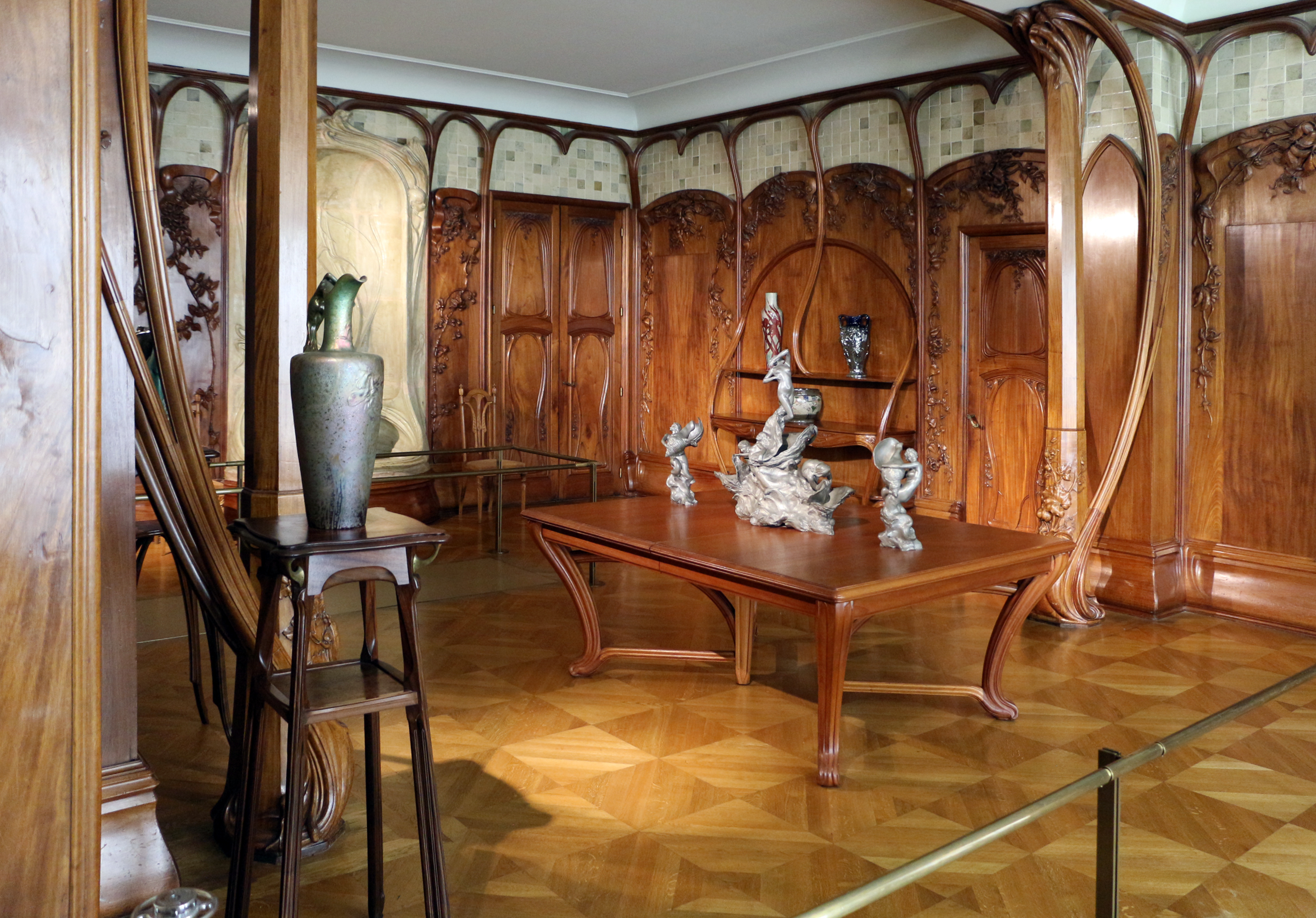
Андре Бенар та Александр Шарпентьє. Вітальня в стилі сецесія, 1901

## Галерея

Огюст Ренуар, Бал в Мулен де ла Галет, 1876
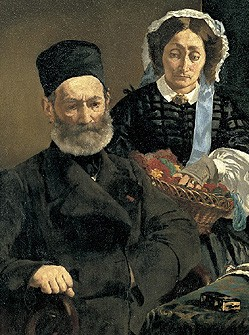
Огюст та Ежен Мане, батьки художника, 1861
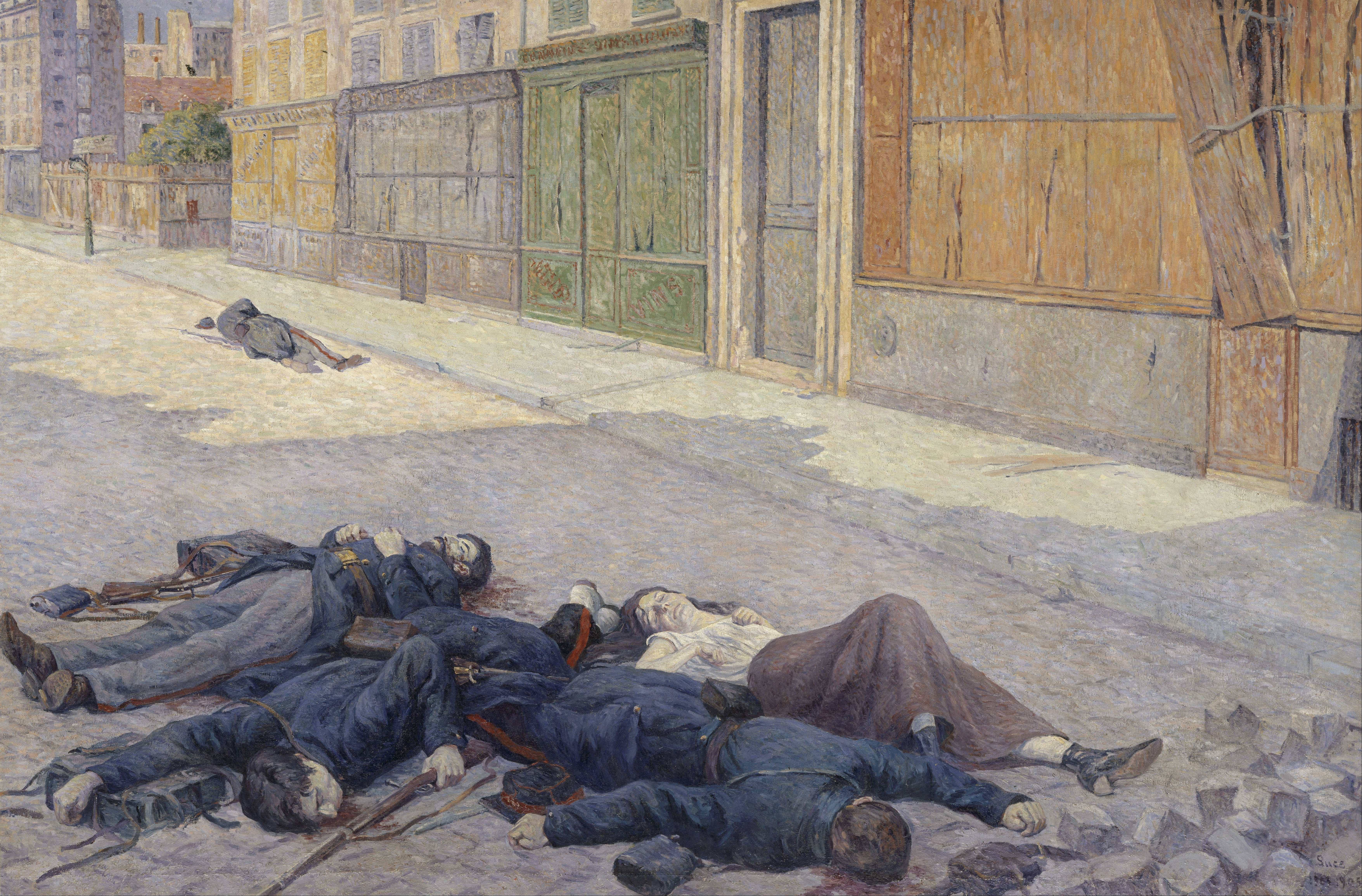
Максимільєн Люс. «Вулиця з розстріляними в Парижі у травні 1871», 1890
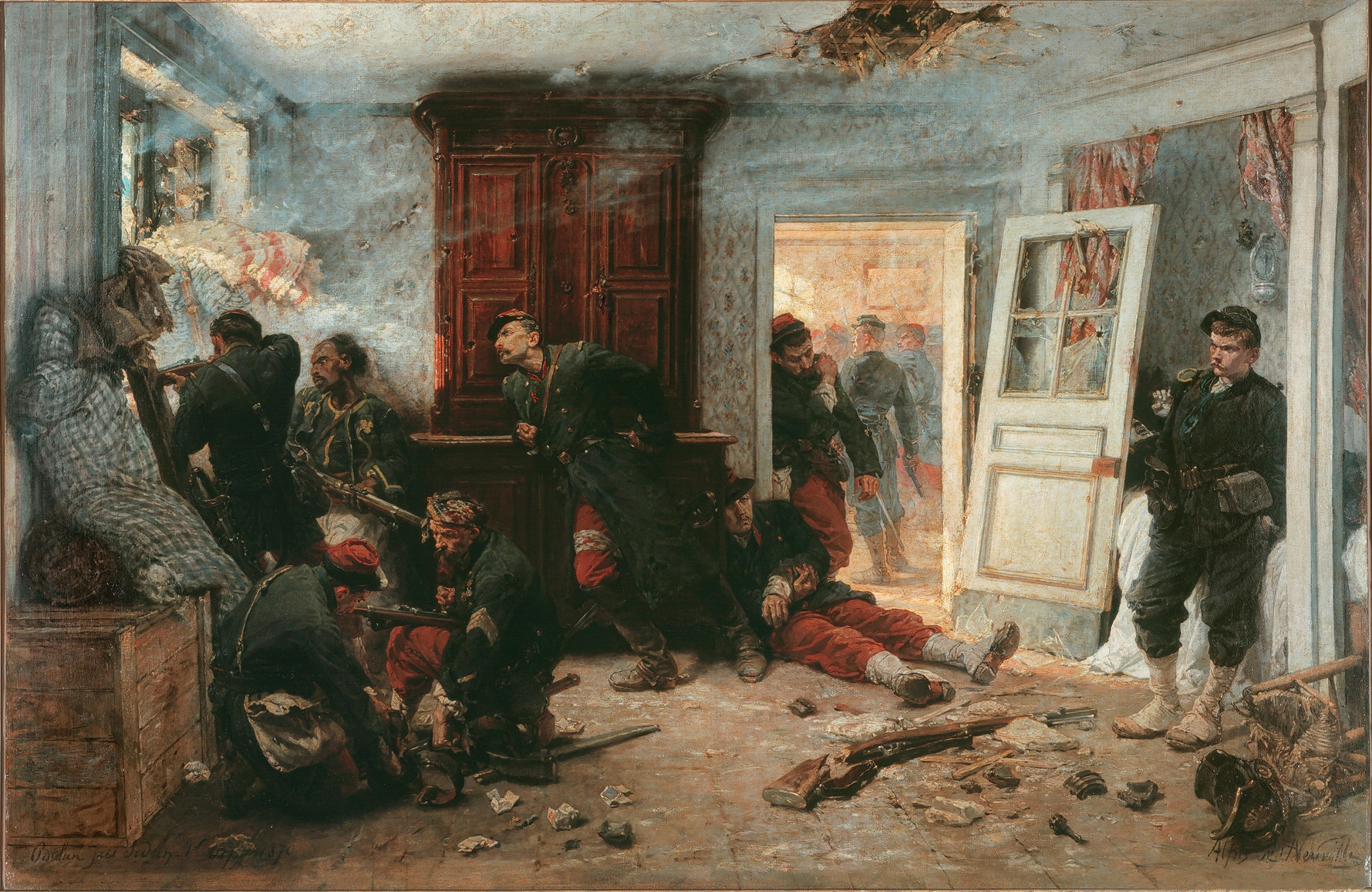
Альфонс де Невіль. «Останні патрони», 1873
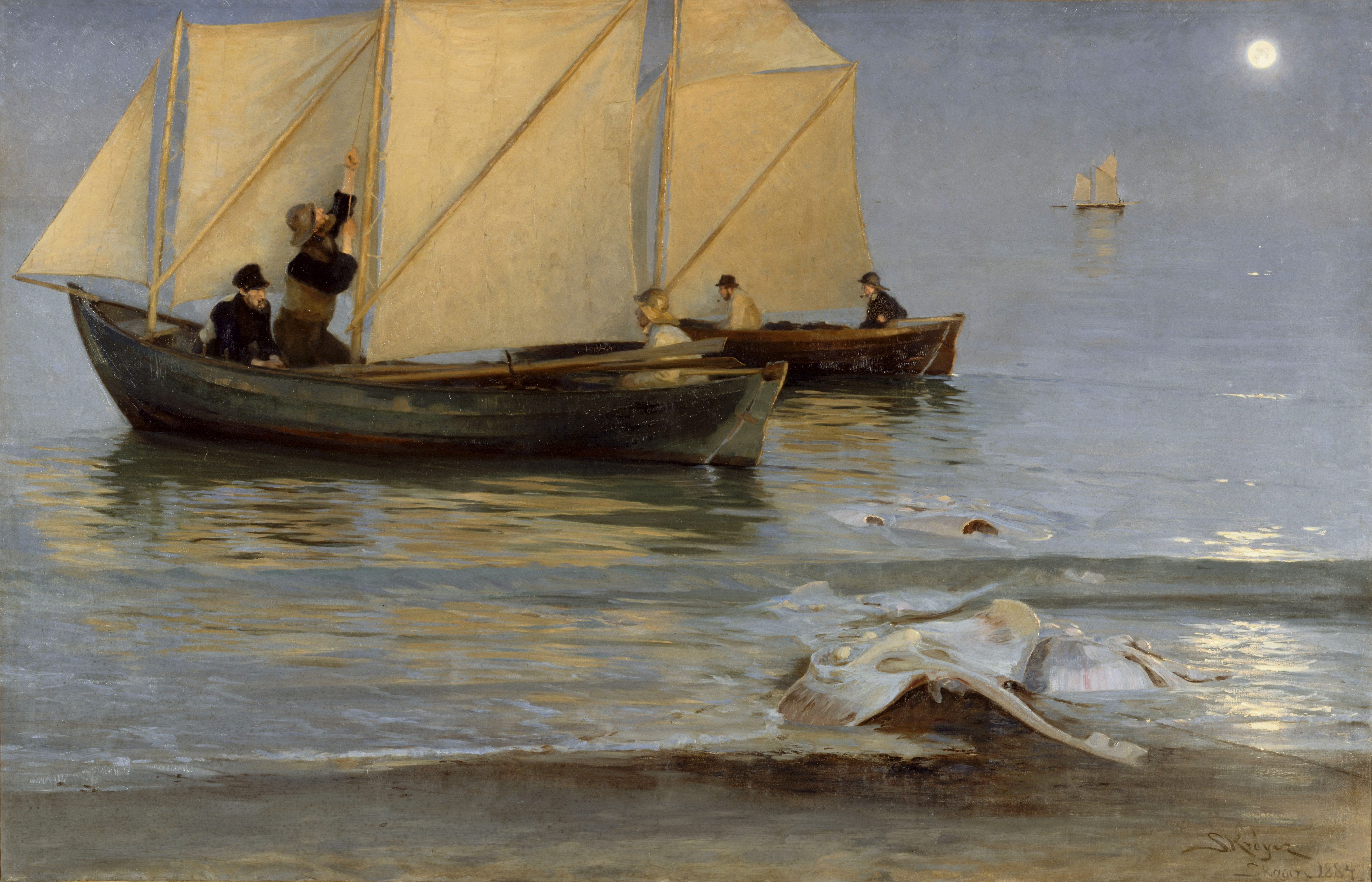
Педер Северін Крейєр. «Рибальські човни в Скагені. Данія», 1884
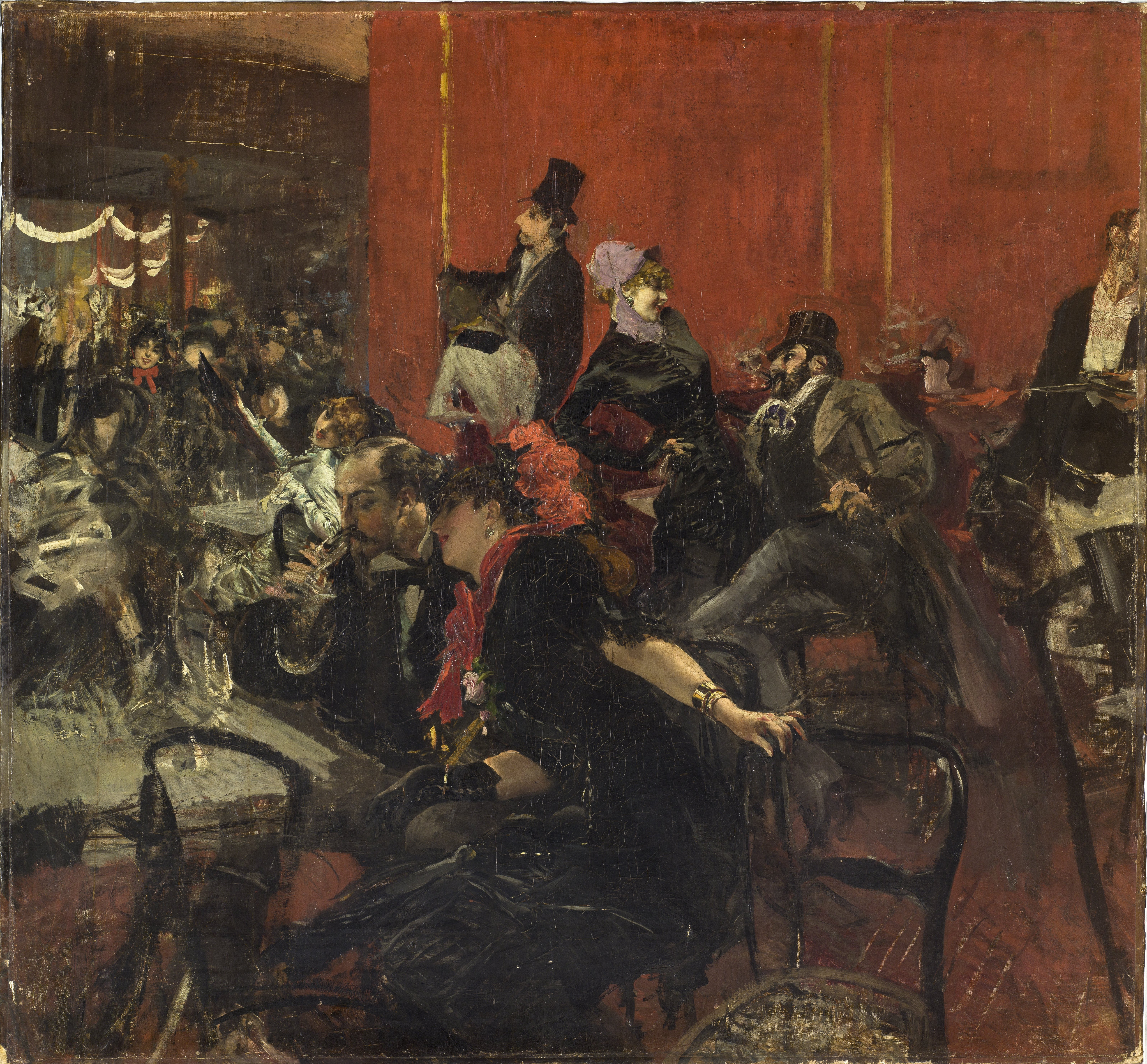
Джованні Болдіні. «Розгульний бенкет у кафе», 1889
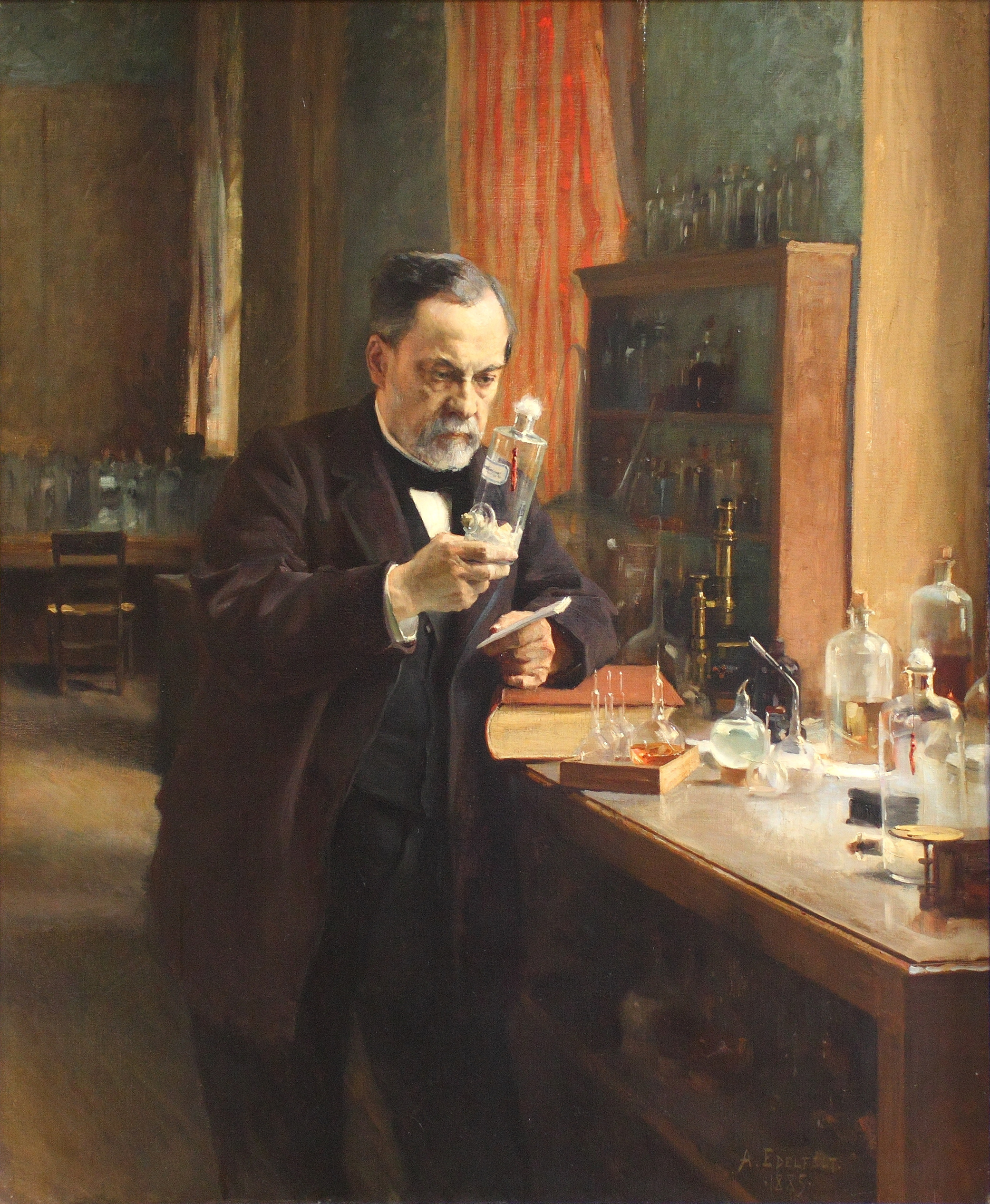
Альберт Едельфельт. « Портрет Луї Пастера у лабораторії », французького науковця і мікробіолога
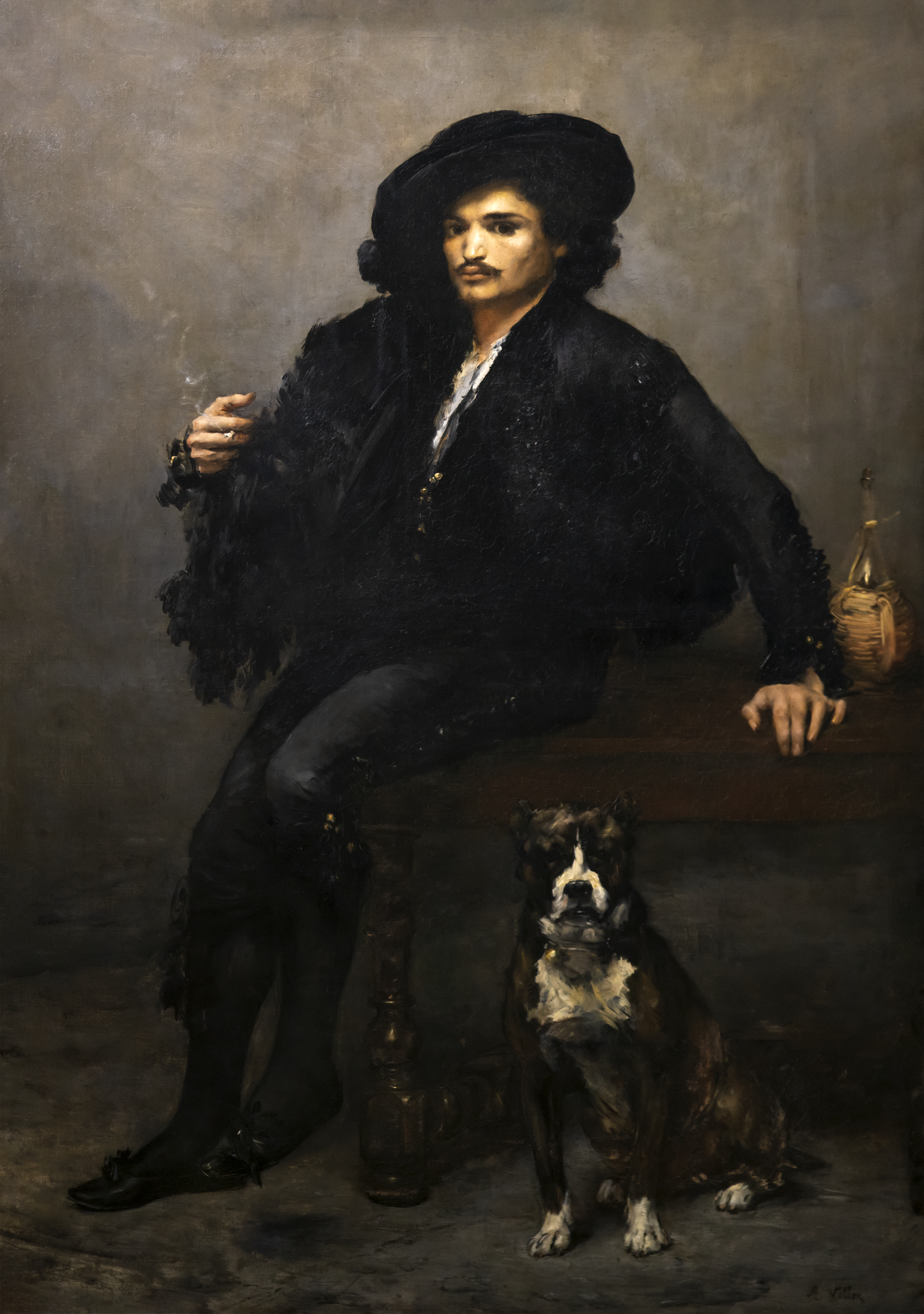
Антуан Воллон. «Іспанець», друга половина 19 ст.
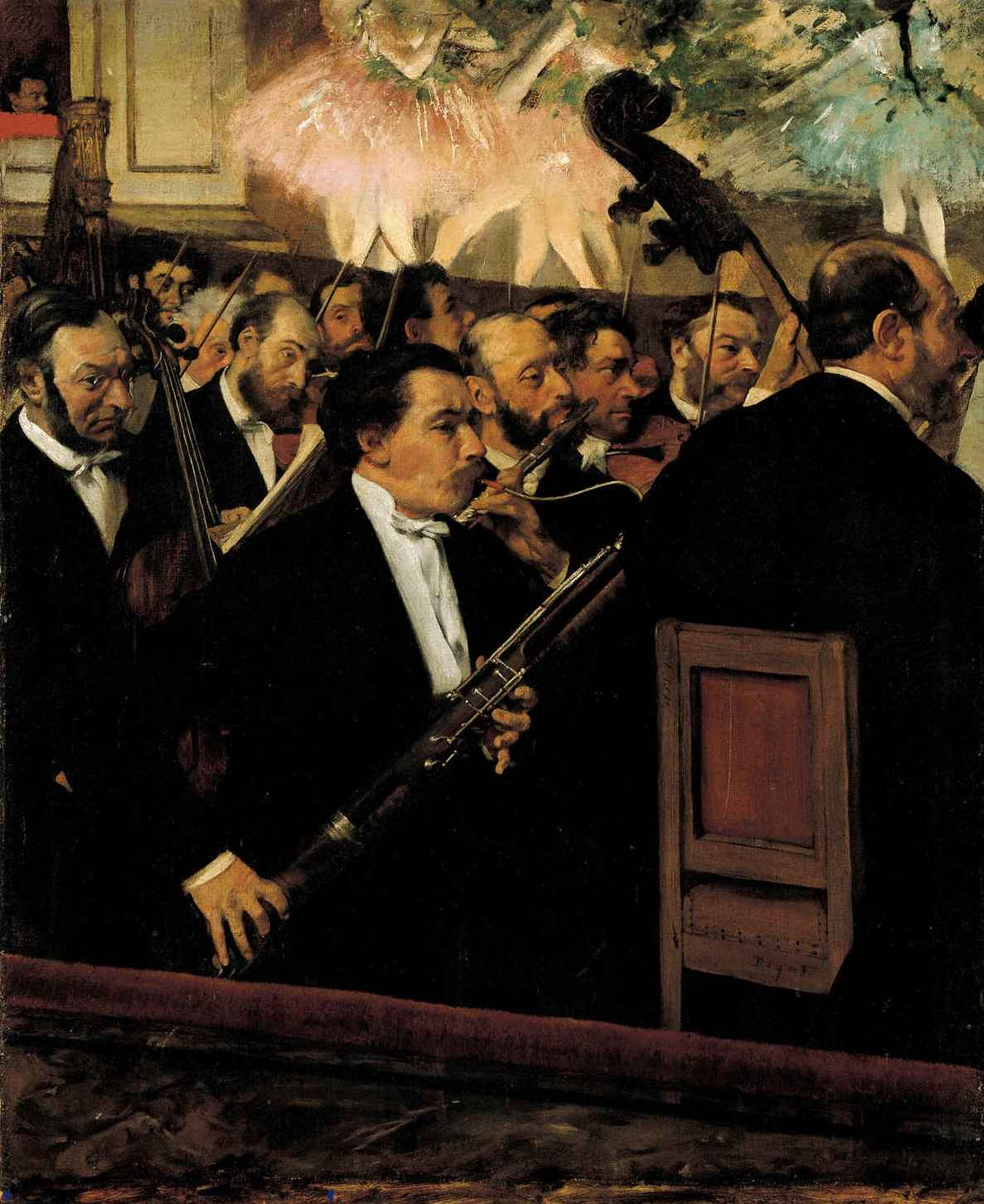
Едгар Дега. «Оркестр Опери»
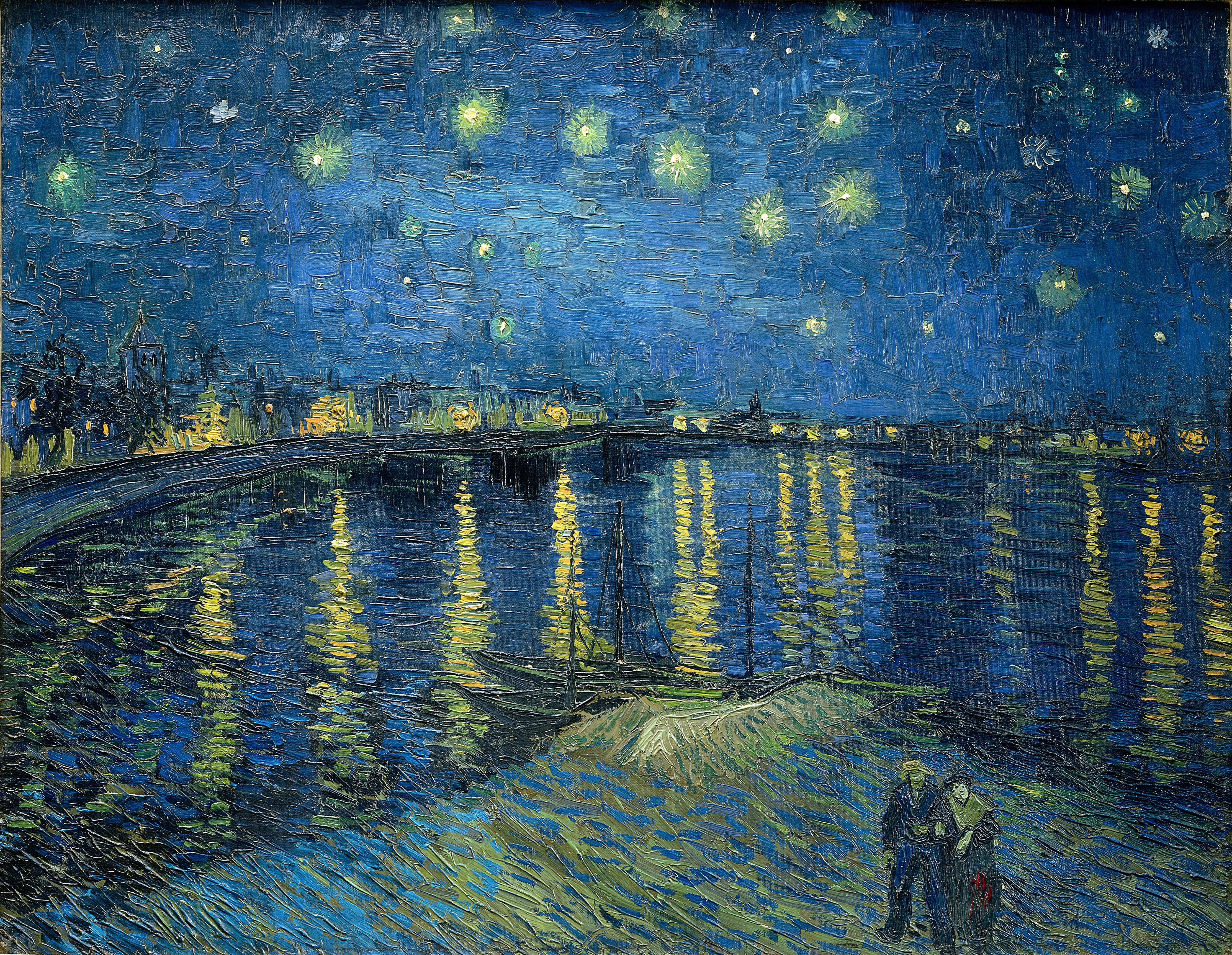
Вінсент Ван Гог, «Зоряна ніч над Роною», 1888
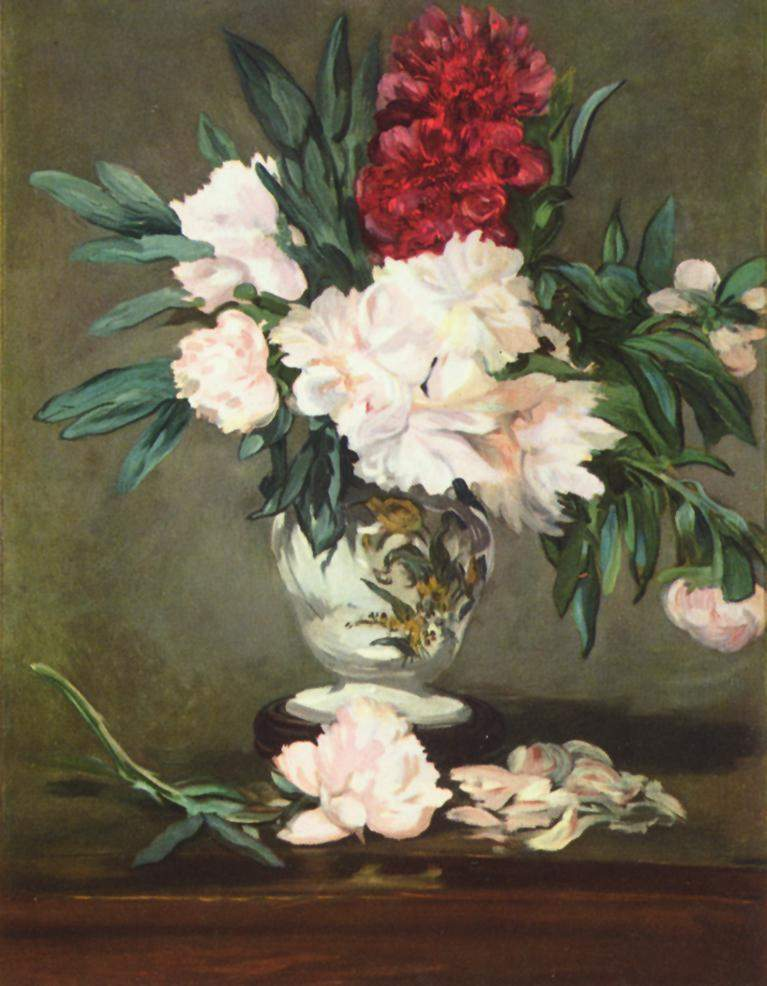
Едуар Мане. «Ваза з півоніями», 1864-1865
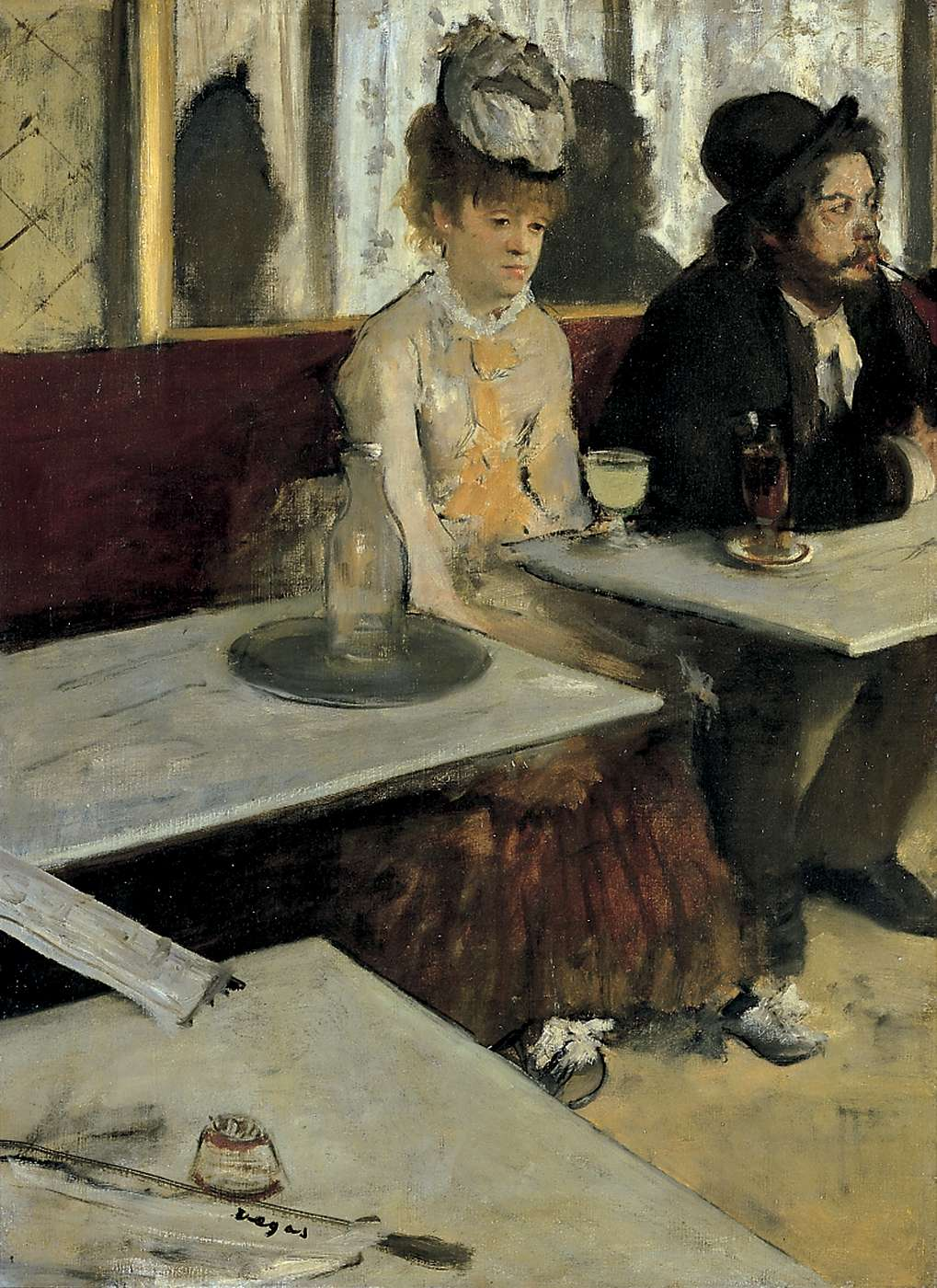
Едгар Дега. Абсент
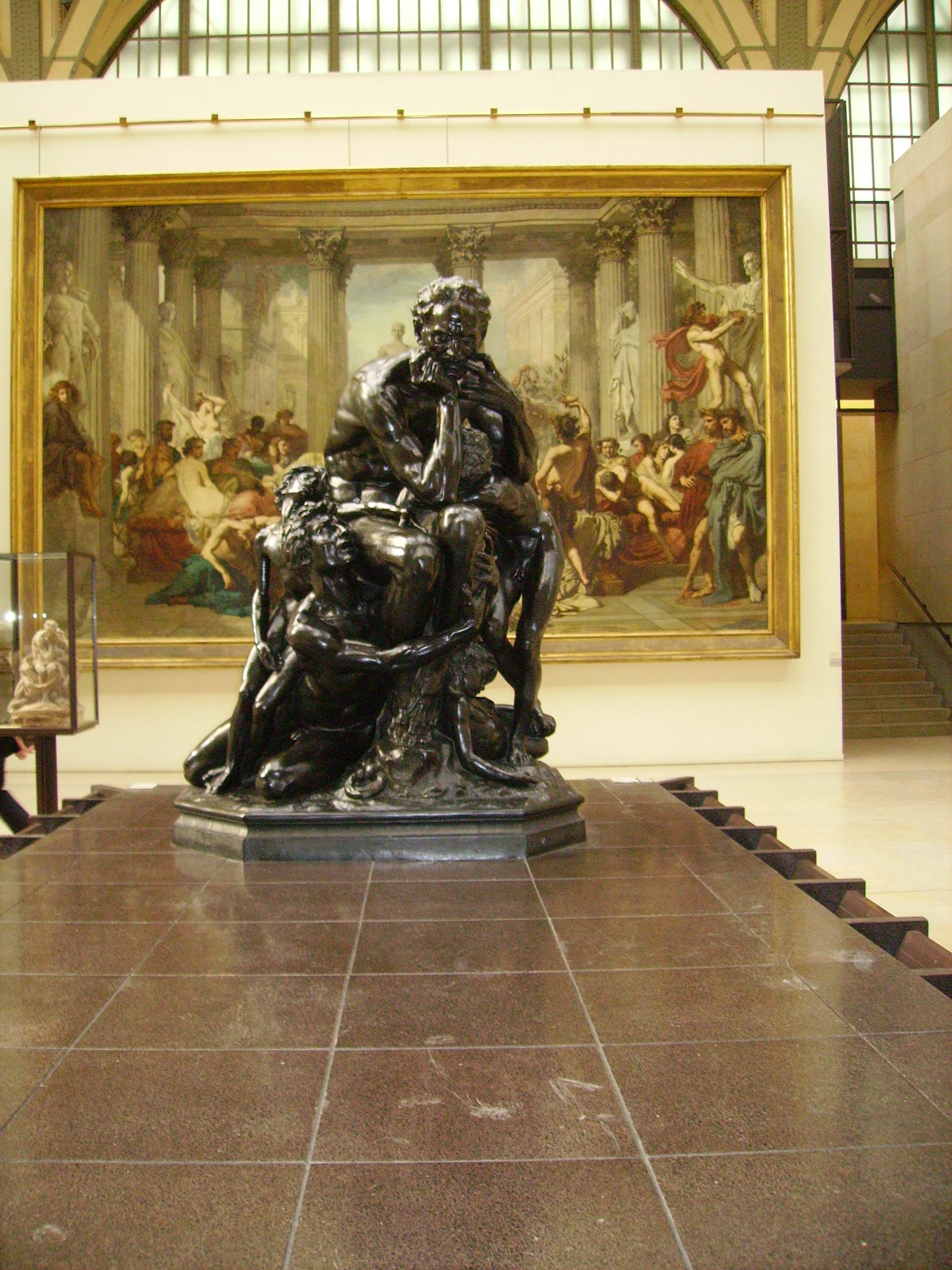
Ск. Карпо, Уголіно та його сини
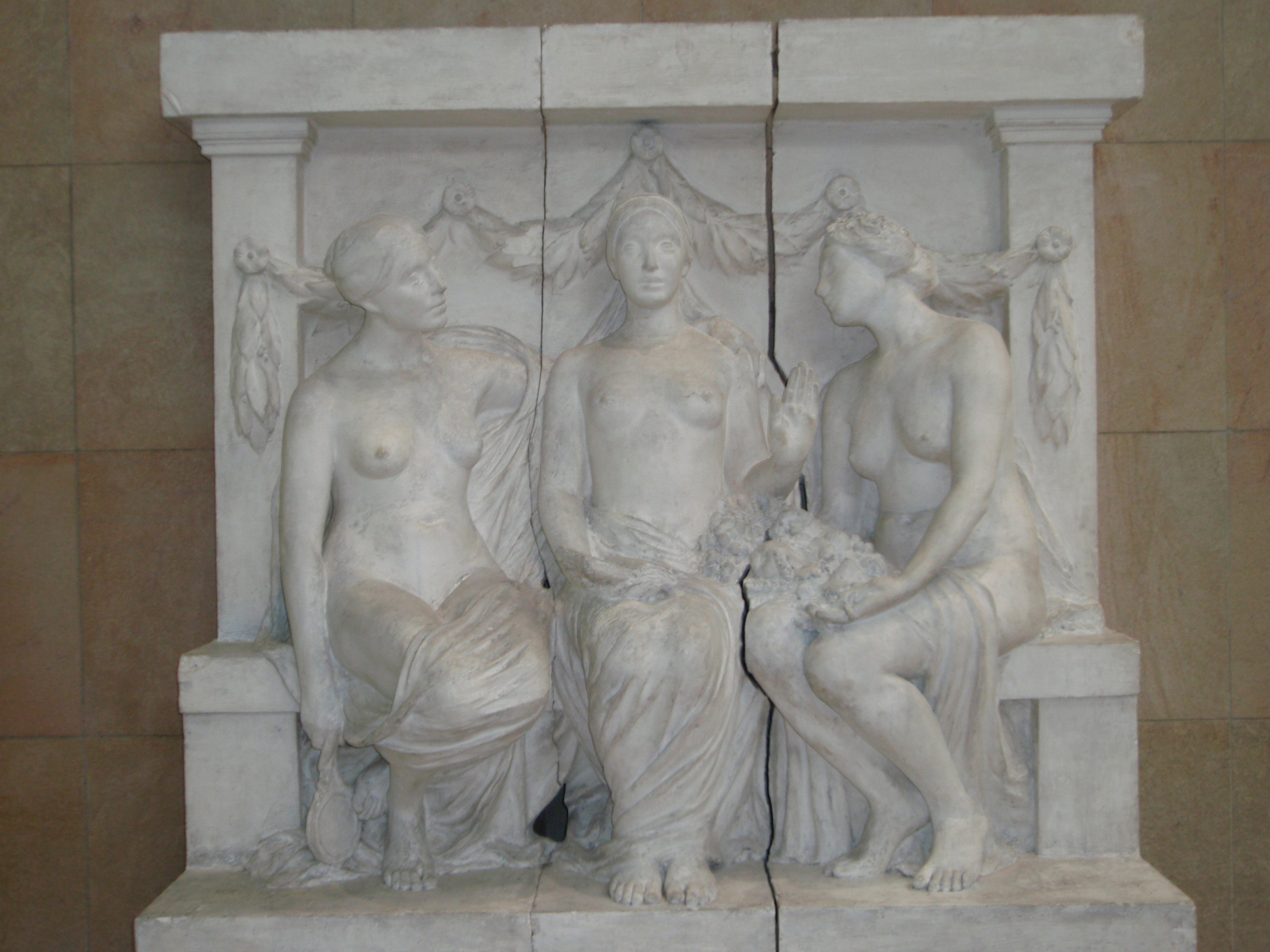
Ск. Альберт Бартолом, Істина, Філософія та Природа, рельєф для монументу Руссо
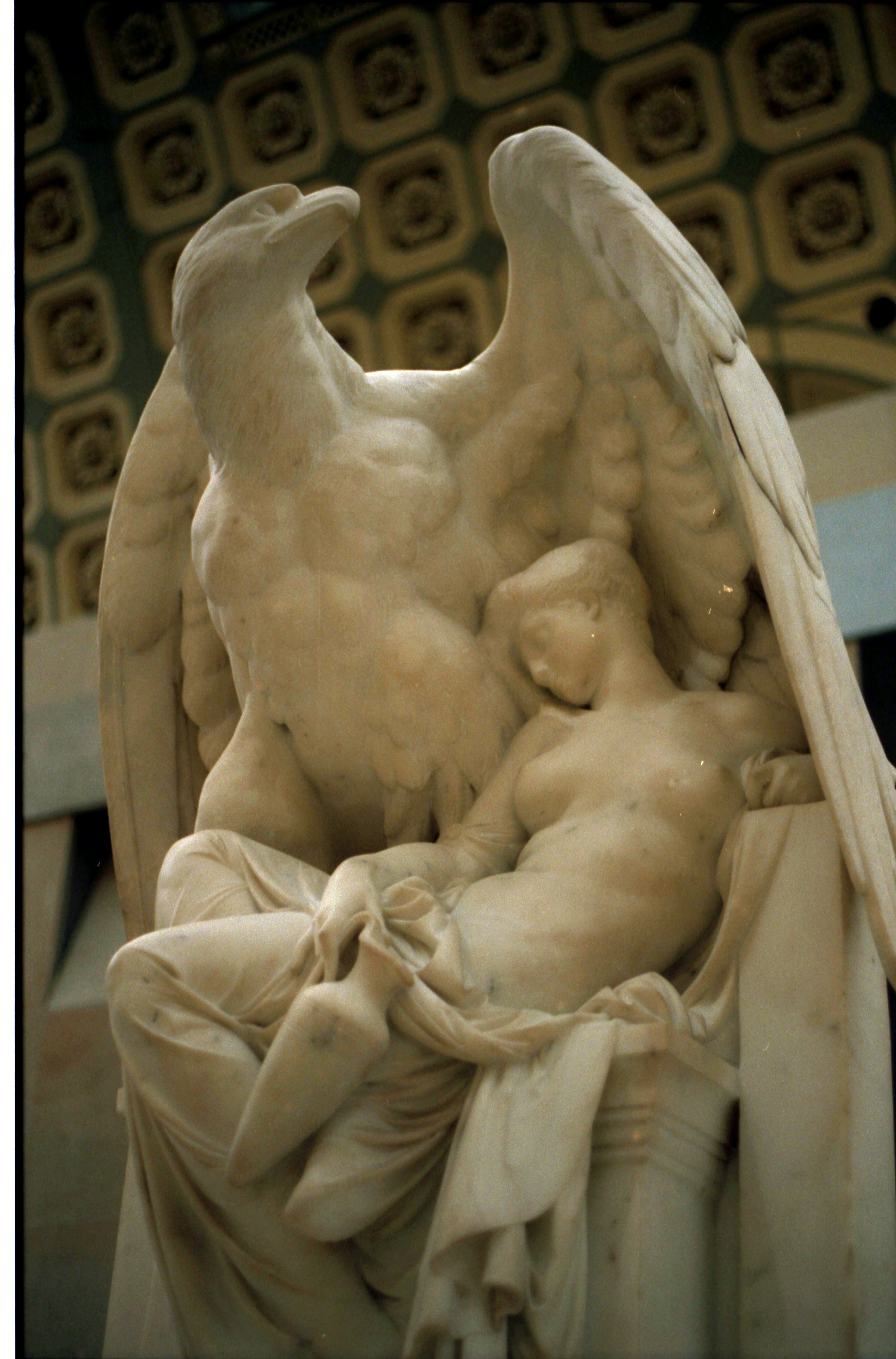
Ск. Карр'є-Беллез. «Геба»
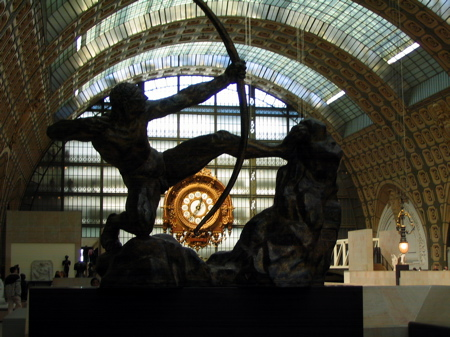
Ск. Бурдель. «Геракл лучник»
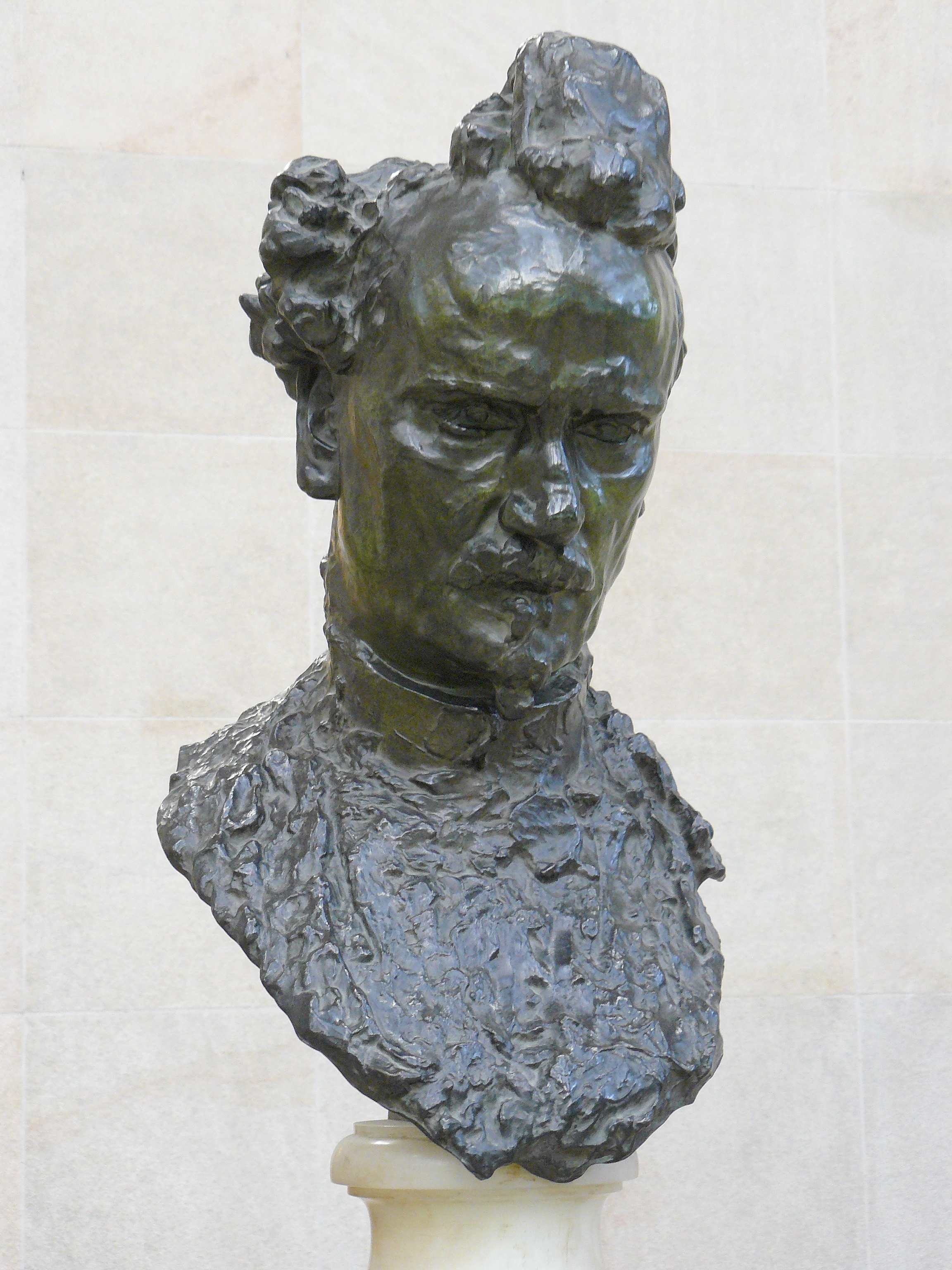
Роден, «Анрі Рошфор»
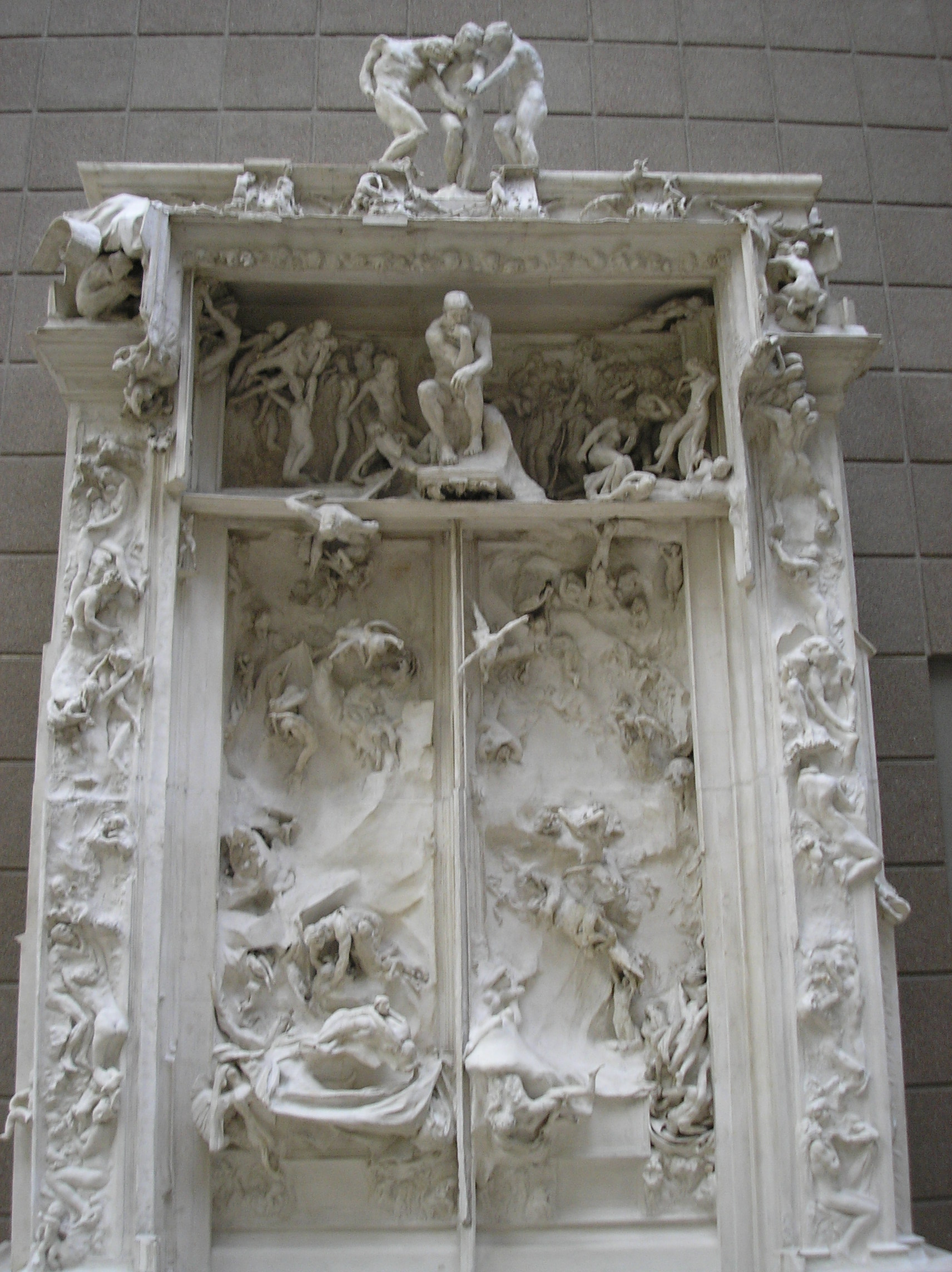
Роден, «Брама аду», модель
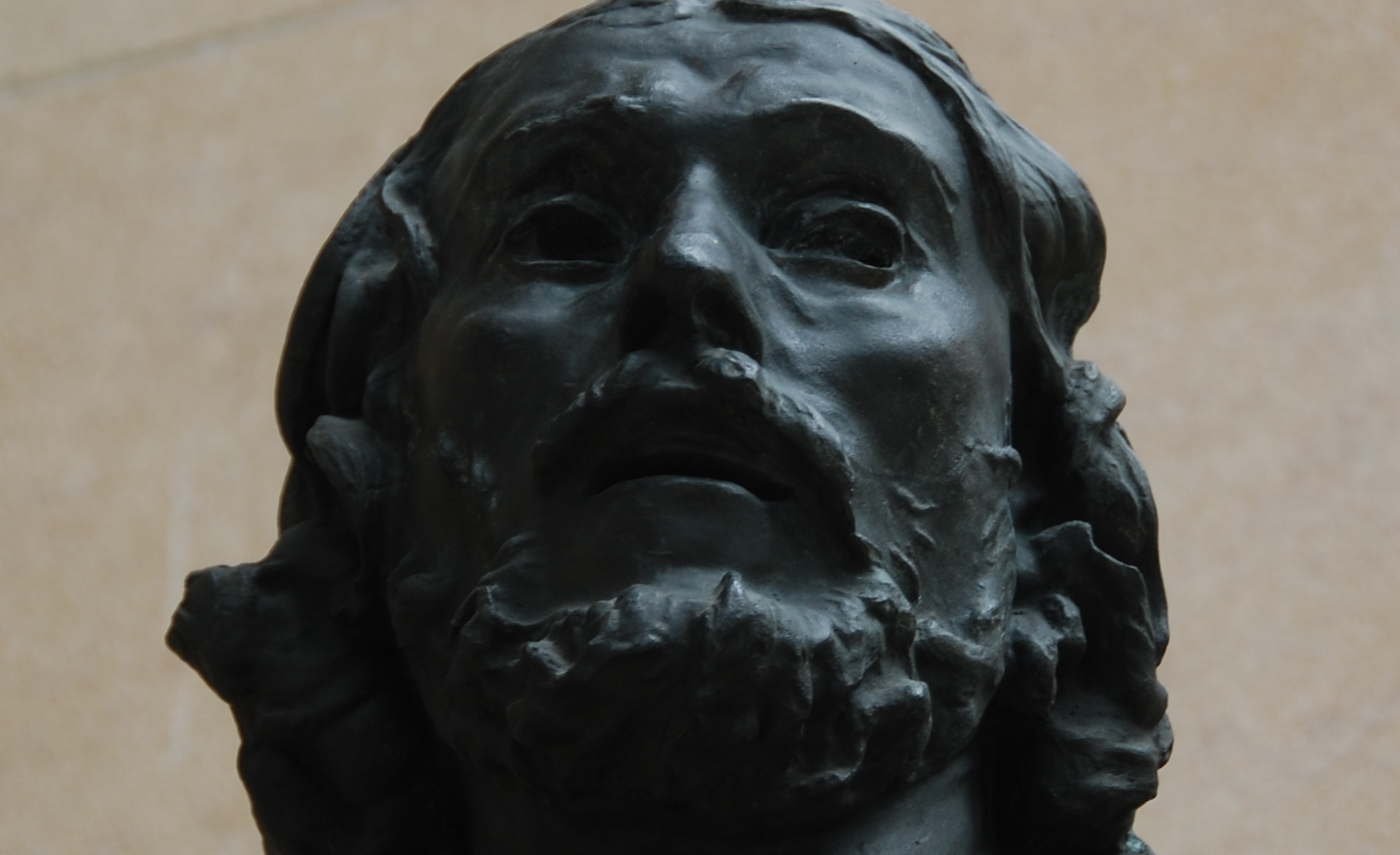
Роден, «Іван Хреститель», фрагмент